# General Roca (departamento de Río Negro)
General Roca é um departamento da Argentina, localizado na província de Río Negro.